# Зимова вишня (фільм)
«Зимова вишня» (рос. «Зимняя вишня») — російський радянський художній фільм 1985 р. режисера Ігоря Масленникова.

## Зміст
Ольга живе в Ленінграді, працює в інституті й одна виховує маленького сина Антошку. У неї є коханий чоловік, старший за неї на 15 років та одружений. Її роль у цих стосунках — роль другого плану. Нехай він і кохає Ольгу, але дістаються їй лише квапливі зустрічі. Несподівано у її житті з'являється гарний і заможний чоловік, який робить Ользі пропозицію. Що вона вибере? Почуття чи стабільність?

## Місце зйомок
- В основному дія фільму відбувається в Толстовському будинку, в його дворах чи біля нього. Толстовський будинок у цьому фільмі виконує роль своєрідного «актора» масовки, підігруючи героям фільму і створюючи певний настрій.

## Ролі
- Олена Сафонова — Ольга
- Віталій Соломін — Вадим Дашков
- Івар Калниньш — Герберт
- Ніна Русланова — Лариса
- Лариса Удовиченко — Валя
- Олександр Леньков — Веніамін
- Сергій Паршин — Олександр
- Алла Осипенко — актриса, колишня свекруха Ольги
- Михайло Подущак — Антон, син Ольги, (5 років)

## Знімальна група
- Режисер: Ігор Масленников
- Автор сценарію: Володимир Валуцький
- Оператор: Юрій Векслер
- Композитор: Володимир Дашкевич

## Книги
- Рєпіна Н. А. Все на краще. Історія кохання, яка лягла в основу фільму «Зимняя вишня». М.: астрель, 2012. — 317 с., 2000 экз., ISBN 978-5-271-42487-8